# Orkanen Erika (1997)
Orkanen Erika var den tredje orkanen och femte namngivna stormen i Atlantiska orkansäsongen 1997. Erika bildades den 20 september och nådde som mest kategori 3-styrka med vindhastigheter på 205 km/h. Erika var säsongens kraftigaste orkan och den enda som utvecklades till en större orkan (kategori 3 eller större).
Erika var den enda tropiska stormen i Atlanten under månaderna augusti och september. Senaste gången det här inträffade var under den atlantiska orkansäsongen 1929.